# Tautpah
Tautpah is een bestuurslaag in het regentschap Timor Tengah Utara van de provincie Oost-Nusa Tenggara, Indonesië. Tautpah telt 1180 inwoners (volkstelling 2010).